# 吉田まゆみ
吉田 まゆみ（よしだ まゆみ、1954年12月19日 - ）は、日本の漫画家。東京都世田谷区出身。

## 経歴
水野英子や西谷祥子に憧れて小学生の頃から漫画を描き始め、高校入学後『週刊マーガレット』や『りぼん』に作品を投稿するようになり、賞金で小遣いを稼ぐようになった。高校卒業後、1973年に『朋の願いはいつ…』（週刊少女フレンド）が入選し、同作で漫画家デビュー。1975年に「mimi」（講談社）で連載を開始した『年下のあンちくしょう』がヒットして『雨の中のあンちくしょう』などシリーズ化された。
『れもん白書』（1979年連載開始、『mimi』講談社）で1980年度（第4回）講談社漫画賞（少女部門）を受賞。1984年から同誌に連載を開始した『アイドルを探せ』は、1980年代を代表する恋愛ドラマとも評され、1987年に菊池桃子主演で映画化された。
娘のヨシダナツミはイラストレーター。女性漫画家の赤星たみことは古くから親交があった。アシスタント経験者に久保ミツロウがいる。

## 主な作品
- 朋の願いはいつ…（週刊少女フレンド、1973年、デビュー作品）
- 年下のあンちくしょう
- 続 年下のあンちくしょう
- 雨の中のあンちくしょう
- 五番街のメルヘン
- 緑の風を走りぬけ
- 雨にぬれてホットミルク
- はいすく〜る
- カラフルSTORY
- センチメンタル
- れもん白書
- れもんカンパニー
- アイドルを探せ
- ひとりじゃないってば
- ガールズ
- ロコモーション
- エリーDOING!
- アンコール★エリーDOING!
- ふらいんぐ マギー
- セシール気分
- 真理&郎
- くしゃみ3回
- カブキなさい
- 真夏の恋人
- 岸辺のアルバム（原作：山田太一）

## 単行本
- 『年下のあンちくしょう』、講談社〈KCmimi〉、1976年1月、ISBN 978-4-0610-8906-8
- 『緑の風を走りぬけ…』、講談社〈KCフレンド〉、1976年9月、ISBN 978-4-0610-9728-5
- 『雨にぬれてホットミルク』、講談社〈KCフレンド〉、1977年1月、ISBN 978-4-0610-9740-7
- 『おはようポニーテール』、講談社〈KCフレンド〉、1977年3月、ISBN 978-4-0610-9742-1
- 『はいすく〜る』、講談社〈KCmimi〉、1977年6月、ISBN 978-4-0610-8912-9
- 『からふるSTORY』、講談社〈KCフレンド〉、1977年8月、ISBN 978-4-0610-9748-3
- 『ぐり〜ん♥かれんだあ - からふるSTORY』、講談社〈KCフレンド〉、1977年11月、ISBN 978-4-0610-9754-4
- 『ぐりーん♥かれんだあ 2 - からふるSTORY』、講談社〈KCフレンド〉、1978年1月、ISBN 978-4-0610-9755-1
- 『続 年下のあンちくしょう』、講談社〈KCmimi〉、1977年12月、ISBN 978-4-0610-8922-8
- 『5番街のメルヘン』、講談社〈KCフレンド〉、1978年3月、ISBN 978-4-0610-9773-5
- 『センチメンタル』、講談社〈KCmimi〉、1978年7月、ISBN 978-4-0610-8929-7
- 『すずめとどんぐり』、講談社〈KCフレンド〉、全3巻
  1. 1978年8月、ISBN 978-4-0610-9791-9
  2. 1978年10月、ISBN 978-4-0610-9792-6
  3. 1978年12月、ISBN 978-4-0610-9793-3
- 『ふらいんぐマギー』、講談社〈KCフレンド〉、全2巻
  1. 1979年4月、ISBN 978-4-0617-3816-4
  2. 1979年7月、ISBN 978-4-0617-3817-1
- 『れもん白書』、講談社〈KCmimi〉、全3巻
  1. 1979年3月、ISBN 978-4-0610-8937-2
  2. 1979年8月、ISBN 978-4-0610-8938-9
  3. 1979年12月、ISBN 978-4-0610-8939-6
- 『真理＆朗 - サンシャイン湘南』、講談社〈KCmimi〉、1979年7月、ISBN 978-4-0610-8942-6
- 『セシール気分』、講談社〈KCフレンド〉、全3巻
  1. 1979年11月、ISBN 978-4-0617-3831-7
  2. 1980年2月、ISBN 978-4-0617-3832-4
  3. 1980年6月、ISBN 978-4-0617-3833-1
- 『れもんカンパニー』、講談社〈KCmimi〉、全2巻
  1. 1980年6月、ISBN 978-4-0610-8954-9
  2. 1980年12月、ISBN 978-4-0610-8955-6
- 『ボーイハント』、講談社〈KCフレンド〉、1980年9月、ISBN 978-4-0617-3866-9
- 『エリーDoing!』、講談社〈KCフレンド〉
  1. エリーDoing! 1、1981年3月、ISBN 978-4-0617-3884-3
  2. エリーDoing! 完結篇、1981年10月、ISBN 978-4-0617-3885-0
  3. アンコール★エリーDoing!、1982年4月、ISBN 978-4-0617-3935-2
- 『B.D（ボタン・ダウン）フィーリング』、講談社〈KCmimi〉、全4巻
  1. 1981年7月、ISBN 978-4-0610-8971-6
  2. 1982年6月、ISBN 978-4-0610-8972-3
  3. 1982年11月、ISBN 978-4-0610-8973-0
  4. 1983年2月、ISBN 978-4-0610-8974-7
- 『始発電車』、講談社〈KCmimi〉、1983年6月、ISBN 978-4-0617-0015-4
- 『ロコモーション』、講談社〈KCmimi〉、全3巻
  1. 1983年8月、ISBN 978-4-0617-0020-8
  2. 1984年1月、ISBN 978-4-0617-0021-5
  3. 1984年4月、ISBN 978-4-0617-0022-2
- 『アイドルを探せ』、講談社〈KCmimi〉、全10巻、番外編1巻
  1. 1984年8月、ISBN 978-4-0617-0061-1
  2. 1984年11月、ISBN 978-4-0617-0062-8
  3. 1985年4月、ISBN 978-4-0617-0063-5
  4. 1985年8月、ISBN 978-4-0617-0064-2
  5. 1986年1月、ISBN 978-4-0617-0065-9
  6. 1986年6月、ISBN 978-4-0617-0126-7
  7. 1986年10月、ISBN 978-4-0617-0127-4
  8. 1987年3月、ISBN 978-4-0617-0128-1
  9. 1987年8月、ISBN 978-4-0617-0129-8
  10. 1988年1月、ISBN 978-4-0617-0130-4
  11. 番外編、1988年5月、ISBN 978-4-0617-0197-7
- 『銀河のロマンス』、講談社〈KCフレンド〉、1984年12月、ISBN 978-4-0617-6041-7
- 『ぐり〜ん♥かれんだあ 1 - 新からふるSTORY』、講談社〈KCフレンド〉、1986年3月、ISBN 978-4-0610-1218-9
- 『ぐり〜ん♥かれんだあ 2 - 新からふるSTORY』、講談社〈KCフレンド〉、1986年3月、ISBN 978-4-0610-1219-6
- 『ハッピーデイズ』、講談社〈KCmimi〉、全2巻
  1. 1988年10月、ISBN 978-4-0617-0215-8
  2. 1989年2月、ISBN 978-4-0617-0229-5
- 『バラ色が目にしみる』、講談社〈KCデラックス〉、1989年5月、ISBN 978-4-0610-3793-9
- 『ガールズ』、講談社〈KCmimi〉、全3巻
  1. 1989年12月、ISBN 978-4-0617-0264-6
  2. 1990年4月、ISBN 978-4-0617-0277-6
  3. 1990年12月、ISBN 978-4-0617-0300-1
- 『あんたのバラード』、講談社〈KCデラックス〉、1990年5月、ISBN 978-4-0631-3147-5
- 『ひとりじゃないってば!』、講談社〈KCmimi〉、全2巻
  1. 1991年5月、ISBN 978-4-0617-0320-9
  2. 1991年9月、ISBN 978-4-0617-0339-1
- 『ショートカット』、講談社〈KCmimi〉、1992年4月、ISBN 978-4-0617-0373-5
- 『テネシー・ワルツ』、講談社〈KCmimi〉、全3巻
  1. 1992年10月、ISBN 978-4-0617-0396-4
  2. 1993年6月、ISBN 978-4-0632-7418-9
  3. 1993年11月、ISBN 978-4-0632-7434-9
- 『ロックウェルが笑ってる』、講談社〈KCデラックス〉、1994年5月、ISBN 978-4-0631-9463-0
- 『アイドルを探せ』、講談社〈講談社漫画文庫〉、全6巻
  1. 1995年10月、ISBN 978-4-0626-0140-5
  2. 1995年10月、ISBN 978-4-0626-0141-2
  3. 1995年10月、ISBN 978-4-0626-0142-9
  4. 1995年10月、ISBN 978-4-0626-0143-6
  5. 1995年10月、ISBN 978-4-0626-0144-3
  6. 1995年10月、ISBN 978-4-0626-0145-0
- 『ローファー・ローファー』、集英社〈ヤングユーコミックス〉、全2巻
  1. 1995年11月、ISBN 978-4-0886-4212-3
  2. 1996年9月、ISBN 978-4-0886-4262-8
- 『真夏物語』、講談社〈KCmimi〉、1995年9月、ISBN 978-4-0632-7486-8
- 『夜をぶっとばせ』、講談社〈KCmimi〉、全3巻
  1. 1996年4月、ISBN 978-4-0632-7502-5
  2. 1996年11月、ISBN 978-4-0632-7511-7
  3. 1997年2月、ISBN 978-4-0632-7521-6
- 『ピース!』、講談社〈講談社コミックスKiss〉、全2巻
  1. 1997年10月、ISBN 978-4-0632-5751-9
  2. 1998年3月、ISBN 978-4-0632-5766-3
- 『くしゃみ3回』、集英社〈ヤングユーコミックス コーラスシリーズ〉、全3巻
  1. 1998年10月、ISBN 978-4-0886-4395-3
  2. 1999年7月、ISBN 978-4-0886-4447-9
  3. 2000年4月、ISBN 978-4-0886-4491-2
- 『ガールズ』、中央公論新社〈中公文庫コミック版〉、全2巻
  1. 1999年10月、ISBN 978-4-1220-3529-4
  2. 1999年10月、ISBN 978-4-1220-3530-0
- 『ローファー・ローファー』、中央公論新社〈中公文庫コミック版〉、1999年9月、ISBN 978-4-1220-3511-9
- 『ハッピーデイズ』、中央公論社〈中公文庫コミック版〉、1999年11月、ISBN 978-4-1220-3544-7
- 『テネシー・ワルツ』、中央公論新社〈中公文庫コミック版〉、全2巻
  1. 2000年2月、ISBN 978-4-1220-3607-9
  2. 2000年2月、ISBN 978-4-1220-3608-6
- 『PAPER WOMAN』、小学館〈ビッグコミックス〉、全3巻
  1. 2000年3月、ISBN 978-4-0918-5591-6
  2. 2000年5月、ISBN 978-4-0918-5592-3
  3. 2000年9月、ISBN 978-4-0918-5593-0
- 『ロコモーション』、中央公論社〈中公文庫コミック版〉
  1. 2000年4月、ISBN 978-4-1220-3641-3
  2. 2000年5月、ISBN 978-4-1220-3658-1
- 『れもん白書』、講談社〈講談社漫画文庫〉、全2巻
  1. 2001年3月、ISBN 978-4-0626-0935-7
  2. 2001年3月、ISBN 978-4-0626-0936-4
- 『吉田まゆみthe best―特選ラブ・ストーリー×4』、集英社〈クイーンズコミックス〉、2002年7月、ISBN 978-4-0886-5077-7
- 『カブキなさい』、講談社〈Be・Loveコミックス〉、
  1. 2003年5月、ISBN 978-4-0631-9092-2
  2. 2003年5月、ISBN 978-4-0631-9093-9
  3. 2003年7月、ISBN 978-4-0631-9110-3
  4. 2003年10月、ISBN 978-4-0631-9126-4
- 『アイドルを探せ』、ぶんか社〈ぶんか社コミック文庫〉、全6巻
  1. 2005年12月、ISBN 978-4-8211-8237-4
  2. 2005年12月、ISBN 978-4-8211-8238-1
  3. 2006年1月、ISBN 978-4-8211-8251-0
  4. 2006年1月、ISBN 978-4-8211-8252-7
  5. 2006年2月、ISBN 978-4-8211-8260-2
  6. 2006年2月、ISBN 978-4-8211-8261-9
- 『真夏の恋人』、宙出版〈ミッシィコミックス 恋愛白書ゴールド〉、2006年1月、ISBN 978-4-7767-1850-5
- 『眠れぬ真珠』、石田衣良原作、小学館〈フラワーコミックススペシャル〉、全3巻
  1. 2007年10月、ISBN 978-4-0913-1256-3
  2. 2008年2月、ISBN 978-4-0913-1578-6
  3. 2008年5月、ISBN 978-4-0913-1753-7
- 『岸辺のアルバム』、山田太一原作、講談社〈KCデラックス〉、全2巻
  1. 2009年2月、ISBN 978-4-0637-5654-8
  2. 2009年5月、ISBN 978-4-0637-5712-5

## その他
- 『吉田まゆみ IVYイラスト集』、講談社、1980年
- 『吉田まゆみ ポストカード・コレクション』吉田まゆみ、講談社〈講談社ポストカード・コレクション〉、1984年。ISBN 978-4-0618-9661-1
- 『アイドルを探せ’95 - したくないけど、したい結婚』、※倉橋燿子による小説化、講談社「マガジン・ノベルス・スペシャル」、1995年。ISBN 978-4-0633-0402-2
- 『総特集 吉田まゆみ 「アイドルを探せ」40周年記念』、河出書房新社、2024年10月。ISBN 978-4-309-25774-7

## 関連番組
- 趣味百科『少女コミックを描く』第3回（1991年4月16日、NHK教育） - アトリエ訪問コーナーに登場